# Une journée ordinaire
Une journée ordinaire est une pièce de théâtre d'Éric Assous créée en 2011 au théâtre des Bouffes-Parisiens.

## Argument
Julie annonce à son père, veuf, qu'elle l'a vu en compagnie d'une femme et lui annonce qu'elle veut vivre avec son petit ami, Arnaud.

## Distribution
- Alain Delon
- Anouchka Delon
- Élisa Servier
- Christophe de Choisy (en 2011)
- Julien Dereims (en 2014)

## Accueil
Fabienne Pascaud pour Télérama qualifie la pièce de « sensible et pas sotte ».